# Jaroslavl oblast
Jaroslavl oblast, (russisk: Ярославская область, tr. Jaroslavskaja oblast) er en af 46 oblaster i Den Russiske Føderation. Oblasten har et areal på 36.177 km² og 1.187.558 (2024) indbyggere. Det administrative center i oblasten er placeret i byen Jaroslavl (russisk: Ярославль), der har 567.443 (2024) indbyggere. Andre større byer i oblasten er Rybinsk med 169.579 (2025) indbyggere, og Pereslavl-Zalesskij, der har 38.649 (2018) indbyggere.

## Geografi
Jaroslavl oblast ligger i den nordlige del af Europæisk Rusland,centralt på den Østeuropæiske Slette.
Jaroslavl oblast grænser op til Vologda oblast mod nord, Ivanovo oblast mod øst, Vladimir oblast mod sydøst, Moskva oblast mod sydvest og Tver oblast mod syd. Oblastens længde fra nord til syd er 270 km og fra vest til øst 220 km.
Af Jaroslavl oblast 36.177 km² er 17.200 km² dækket af skov, 11.300 km² er landbrugsland, 3.900 km² er vådområder, 1.100 km² moser, 2.700 km² er "andet". Det højeste punkt er Tarhovbakken i den nordlige del af Pereslav rajonen på 292,4 m.o.h.

### Klima
Jaroslavl oblast har et tempereret fastlandsklima med lange og kolde vintre og korte og varme somre. Januar er den koldeste måned med en gennemsnitstemperatur på -11 °C, juli er den varmeste måned med en gennemsnitstemperatur på 18 °C.

## Historie
Jaroslavl-området var beboet så tidligt som i slutningen af yngre stenalder efter den sidste istid. Under yngre stenalder levede beboerne langs Volgas og Okas kyster af jagt og fiskeri. I begyndelsen af bronzealderen indvandrede hyrdesamfund fra Dneprområdet, der dels fortrængte stammerne fra yngre stenalder dels blandede sig med dem. Fra midten af første årtusinde f.Kr. var området befolket Dyakovo-stammer, der var i stand til at udvinde jern, ernærede sig som hyrder og drev landbrug samt fiskeri og jagt. I anden halvdel af første årtusinde f.Kr. var området befolket af den finsk-ugriske stamme merier.
I 800-900-tallet indledtes en fredelig indvandring af slavere, bl.a. ilmenslaver og krivitjere til områderne ved den øvre del af Volga. Indvandrerne blandede sig gradvist med merierne. De første byer der opstod i området var Rostov ved Nerosøen, der er nævnt i Nestorkrøniken i 862. Fyrsterne i Kijevriget sendte prinser eller guvernør, der regerede hele det nordøstlige Rus. I 991 etableredes Rostov bispedømme, et af de ældste i Rusland. Senest i 1010 grundlagde Rostovprinsen Jaroslav den Vise Jaroslav ved Volga. I begyndelsen af 1200-tallet kollapsede fyrstendømmerne i det nordøstlige Rusland og området blev opsplittet i mindre len. I februar 1238 blev det nordøstlige Rusland hærget under mongolernes invasion af Rus'.
I 1200-1300-tallet blev Jaroslav-området en del af Storfyrstendømmet Moskva. Jaroslav-området blev hårdt ramt under Forvirringens tid, mange blev dræbt eller flygtede; især blev Rostov og Jaroslav påført store skader. I 1719 var dele af den moderne Jaroslav oblast underlagt Sankt Petersborg guvernement andre dele var underlagt Moskva guvernement. I 1777 blev et separat Jaroslav guvernement oprettet, guvernementet omfattede bl.a. Jaroslav, Rostov og Uglitj.
Under den Russiske Borgerkrig var få kampe i guvernementet bortset fra i byerne Jaroslav og Rybinsk, hvor et hvidt oprør påførte store skader på byerne.
Den 11. marts 1936 blev Jaroslavl oblast grundlagt med 36 rajoner, 15 byer, herunder 3 byer af regional betydning: Jaroslavl, Rybinsk og Kostroma. Oblastens areal var 62.000 km², og havde 2,1 millioner indbyggere.
I løbet af 1930'erne gennem gik Jaroslavl oblast en hurtig industrialisering. I 1935 indledtes opførelsen af Rybinsk dæmningen, efterfulgt af skabelsen af Rybinsk Reservoir, dengang den største menneskeskabte vandmasse i Verden. Ved begyndelsen af 1940'erne var oblasten af de mest industrialiserede regioner i Rusland, de største økonomiske centre var Jaroslavl (53% af industriproduktionen), Rybinsk (17%) og Kostroma (11%).
Den økonomiske vækst var ledsaget med sociale og kulturelle udvikling. En række højere læreanstalter, teatre og et filharmonisk blev grundlagt i Yaroslavl og Rybinsk
På trods af at oblasten lå bag fronten under Anden Verdenskrig, var Jaroslav i fare for invasion, og blev udsat for bombardementer i 1943. Mange regionale producenter blev flyttet mod øst, og to stærke forsvarslinjer bygget i slutningen af 1941. Ud af 500.000 indbyggere fra oblasten der kæmpede i den Røde Hær blev 200.000 dræbt, svarende til 10% af oblastens samlede befolkning.
Lige efter afslutningen af krigen afsluttedes opførelsen af Rybinsk vandkraftværk og oprettelse af nye industrier.

## Demografi
Tekst mangler, hjælp os med at skrive teksten

## Administrativ inddeling
Tekst mangler, hjælp os med at skrive teksten

## Økonomi og infrastruktur
Tekst mangler, hjælp os med at skrive teksten

## Seværdigheder
Tekst mangler, hjælp os med at skrive teksten

## Venskabsbyer
Tekst mangler, hjælp os med at skrive teksten

## Kendte fra Jaroslavl oblast
Tekst mangler, hjælp os med at skrive teksten